# 함기석
함기석(1966년 ~ )은 대한민국의 시인이다. 1966년 충청북도 청주에서 태어나 한양대학교 수학과를 졸업했다. 1992년 《작가세계》를 통해 등단하였다. 시집 《국어선생은 달팽이》 《착란의 돌》 《뽈랑공원》 《오렌지 기하학》 《힐베르트 고양이 제로》 《디자인하우스 센텐스》 《음시》 《모든 꽃은 예언이다》 , 동시집 《숫자벌레》 《아무래도 수상해》, 청소년시집 《수능 예언 문제집》, 동화집 《상상력 학교》 《야호 수학이 좋아졌다》 《코도둑 비밀탐정대》 《황금비 수학동화》 《크로노스 수학탐험대》 《가리온 왕국과 하늘을 나는 아이들》 《우주로 날아라, 누리호!》, 시론집 《고독한 대화》, 비평집 《21세기 한국시의 지형도》등을 출간했다. 박인환문학상, 애지문학상, 이형기문학상, 이상시문학상, 신동문문학상, 눈높이아동문학상 등을 수상했다. 

## 수상
- 2006년 제14회 눈높이아동문학상
- 2009년 제10회 박인환문학상
- 2012년 제10회 애지문학상
- 2013년 제8회 이형기문학상
- 2019년 제13회 올해의좋은시상
- 2020년 제9회 고양행주문학상
- 2020년 제13회 이상시문학상
- 2022년 제1회 신동문문학상

### 시집
- 《국어선생은 달팽이》(세계사, 1998)
- 《착란의 돌》(천년의시작, 2002)
- 《뽈랑공원》(랜덤하우스코리아, 2008)
- 《오렌지 기하학》(문학동네, 2012)
- 《힐베르트 고양이 제로》(민음사, 2015)
- 《디자인하우스 센텐스》(민음사, 2020)
- 《음시》(문학동네, 2022)
- 《모든 꽃은 예언이다》(걷는사람, 2022)

동시집  및 청소년시집
- 《숫자벌레》(비룡소, 2011)
- 《아무래도 수상해》(문학동네, 2015)
- 《수능 예언 문제집》(창비교육, 2020)

### 동화집
- 《상상력학교》(대교출판, 2007)
- 《야호 수학이 좋아졌다》(토토북, 2009)
- 《코도둑 비밀탐정대》(형설아이, 2010)
- 《황금비 수학동화》(처음주니어, 2011)
- 《크로노스 수학탐험대》(난다, 2017)
- 《가리온 왕국과 하늘을 나는 아이들》(아이들판, 2021)
- 《우주로 날아라, 누리호!》(아이들판, 2022)

### 시론집 및 비평집
- 《고독한 대화》(난다, 2017)
- 《21세기 한국시의 지형도》(파란, 2018)

### 기타
- 《과학쟁이 창의력 수학》(웅진씽크빅, 2014)
- 《초등수학 핵심용어》(다봄, 2015)